# Nikita Rodtschenkow
Nikita Rodtschenkow (ukrainisch Нікіта Родченков, englisch Nikita Rodchenkov; * 31. August 2001) ist ein ukrainischer Sprinter, der sich auf den 400-Meter-Lauf spezialisiert hat.

## Sportliche Laufbahn
Erste internationale Erfahrungen sammelte Nikita Rodtschenkow im Jahr 2021, als er bei den U23-Europameisterschaften in Tallinn mit der ukrainischen 4-mal-400-Meter-Staffel mit 3:07,87 min im Vorlauf ausschied. 2023 siegte er mit der Staffel in 3:06,43 min bei den Balkan-Meisterschaften in Kraljevo und im Jahr darauf wurde er bei den Balkan-Hallenmeisterschaften in Istanbul in 48,45 s Zweiter im C-Lauf über 400 Meter. Im Mai siegte er mit der Staffel in 3:07,16 min bei den Balkan-Meisterschaften in Izmir, ehe er bei den Europameisterschaften in Rom mit 3:05,86 min den Finaleinzug verpasste. 2025 siegte er mit der Staffel in 3:07,00 min erneut bei den Balkan-Meisterschaften in Volos.
2025 wurde Rodtschenkow ukrainischer Meister in der 4-mal-400-Meter-Staffel.

## Persönliche Bestzeiten
- 400 Meter: 47,21 s, 19. Mai 2024 in Luzk
  - 400 Meter (Halle): 48,45 s, 10. Februar 2024 in Istanbul